# 鈴木浩 (神学者)
鈴木 浩（すずき ひろし、1945年（昭和20年）8月27日 - 2023年（令和5年）6月11日）は、日本の牧師、神学者。日本福音ルーテル教会の牧師と、ルーテル学院大学及び日本ルーテル神学校の教授を務めた。専門は歴史神学・組織神学（教義学）。

## 経歴
1945年、静岡県に漁師の子として生まれる。母教会は焼津教会。日本ルーテル神学大学（現在のルーテル学院大学）、および日本ルーテル神学校を卒業し、1981年に牧師として按手される。牧師としては日本福音ルーテル教団の大岡山教会（東京）、諏訪教会（長野）、名古屋教会（愛知）などで牧会した。
1989年から1993年にかけてルーサー・ノースウェスタン神学校（米国・ミネソタ州）に留学し、古代の教父・アウグスティヌスの原罪論に関する研究で博士号（神学）を取得。論文題目はThe Doctrine of Original Sin: Its Historical Essentials and Doctrinal Essenceで、指導教授はカール・ヴォルツであった。
当初は新約学に関心があったが、ヤロスラフ・ペリカン（ルーテル派）の『キリスト教の伝統』に出会ったことで教会史を専門とするようになった。本書全5巻はのちに鈴木の個人訳として教文館から出版されている。このほかにも、英語圏で定評のあるメイエンドルフ（正教会）やゴンサレス（メソジスト）、マクグラス（聖公会）らさまざまな教派の著作も翻訳しており、日本におけるキリスト教神学の知識の普及に寄与した。
1997年、ルーテル学院大学に専任教員として着任し、以後は大学と日本ルーテル神学校で教鞭をとる他、附属のルター研究所の所長も長く務めた。2016年1月の最終講義には大学・教会関係者のみならず、公開講座を通じて「鈴木ファン」となった一般市民をふくむ130名を超える人たちがつめかけた。同大学名誉教授になる。
2016年10月にスウェーデンのルンドでルーテル教会とローマ・カトリック教会の合同で行われた宗教改革500周年記念礼拝（前年行事）には、日本のルーテル教会を代表して出席している。また、2018年に刊行された『聖書協会共同訳 聖書』では、日本福音ルーテル教会を代表して編集委員を務めるなど、西方教会の伝統に対する深い学識をもとに、エキュメニカルな活動にも精力的に取り組んだ。
2023年6月11日、逝去。77歳。6月19日にルーテル学院大学チャペルにて葬儀が行われた。

## 著書・訳書等

### 著書
- 『ガリラヤへ行け――マルコ福音書研究』（新教出版社、2005年）

### 訳書
- （共訳）『ルター著作選集』（ルーテル学院大学・日本ルーテル神学校ルター研究所編）（教文館、2005年）
- ヤロスラフ・ペリカン『キリスト教の伝統――教理発展の歴史』（全5巻）（教文館、2006年-2008年）
- ジョン・メイエンドルフ『ビザンティン神学――歴史的傾向と教理的主題』（新教出版社、2009年）
- フスト・ゴンサレス『キリスト教神学基本用語集』（教文館、2010年）
- アリスター・マクグラス『ルターの十字架の神学』（教文館、2015年）

### メディア出演
- 「争いから交わりへ」宗教の時間、NHKラジオ第2放送（2017年11月19日）